# Осиас, Камило
Камило Осиас (таг. Camilo Osías y Olaviano; 23 марта 1889, Балаоан, провинция Ла-Унион, Генерал-капитанство Филиппины — 20 мая 1976, Манила, Филиппины) — филиппинский писатель и государственный деятель, президент Сената Филиппин (1952 и 1953).

## Биография
После получения среднего образования в Балаоане, Вигане и Сан-Фернандо он в качестве государственного стипендиата отправился на учебу в Соединенные Штаты: два года учился в Чикагском университете (1906—1907). В 1908 г. окончил государственный педагогический колледж штата Иллинойс, а в 1910 г. — Колумбийский университет со степенью бакалавра искусств и степенью в области управления и контроля.
После его возвращения на родину работал учителем и в 1915 году стал первым филиппинцем, который был назначен окружным суперинтендантом, помощником директора по образованию (1917—1921), преподавателем Филиппинского университета (1919—1921). 
В 1921 году непродолжительное время являлся членом первой независимой миссии Филиппин в Соединенных Штатах. С 1921 по 1936 год был первым президентом частного Национального университета, а с 1929 по 1935 год — делегатом (комиссаром-резидентом) от Филиппин в Палате представителей США в Вашингтоне. Таким образом, он сыграл важную роль в переговорах по вопросу о предоставлении Филиппинам суверенитета.
В 1934 году он стал делегатом Конституционной конвенции, где выступал за укрепление личных и гражданских прав и свобод.
После основания Содружества Филиппин с 1935 по 1938 год В 1939 году был утвержден членом Экономической миссии в Соединенных Штатах, а с 1938 по 1941 год — председатель миссии по вопросам образования. В 1941 году был назначен председателем Национального совета по образования, до января 1942 года был директором по общественным связям и пропаганде, в 1941 году — председателем Национального управления по делам международного сотрудничества, позже — до 1945 года — помощником комиссара Департамента образования, здравоохранения и общественного благосостояния.
Избирался членом первой Национальной ассамблеи (1935—1938), а с 1947 по 1953 год — членом Сената. В апреле 1952 года и в апреле-мае 1953 года избирался президентом Сената Филиппин. Являлся представителем государства в Межпарламентском союзе в Риме и на Международной торговой конференции в Генуе в 1948 году. 
В 1953 году неудачно баллотировался от Националистической партии на пост президента Филиппин, проиграв Рамону Магсайсаю.
В ноябре 1961 года он был переизбран сенатором и оставался в составе верхней палаты до 1969 года.
Являлся автором нескольких книг, в из числе «Филиппинский образ жизни», удостоенную премии Хосе Рисаля. Также был исследователем жизни и творчества Хосе Рисаля.
В 1934 году получил почетную докторскую степень в Оттербейн-колледже, штат Огайо. В 1961 году Национальный университет Филиппин удостоил его почетной докторской степенью в области образования.